# ورزشگاه رات فرلخ اشتادیون
ورزشگاه رات فرلخ اشتادیون یک ورزشگاه چند منظور واقع در شهر بردا هلند است.این استادیوم ورزشگاه خانگی تیم فوتبال ان‌ای‌سی بردا است(از سال ۱۹۹۶ تا کنون).این ورزشگاه پیشتر با نام های ورزشگاه فوجی‌فیلم (از سال ۱۹۹۶ تا ۲۰۰۳) و ورزشگاه مایکام (از سال ۲۰۰۳ تا ۲۰۰۶) شناخته میشد که حامیان مالی پیشین تیم ان‌ای‌سی بودند.پس از سال ۲۰۰۶ باشگاه فوتبال ان‌ای‌سی بردا این ورزشگاه را به نام مشهورترین بازیکن خود آنتون فرلخ تغییر داد.
این ورزشگاه از سال ۱۹۹۵ تا ۱۹۹۶ و با هزینهٔ ۱۳٫۲ میلیون یورو ساخته شده است و به طور رسمی در تاریخ ۱۱ آگوست ۱۹۹۶ بازگشایی شده است.این ورزشگاه جهت بازیهای فوتبال،کنسرت و دیگر رویدادها مورد استفاده قرار میگیرد.ظرفیت ورزشگاه رات فرلخ ۱۹٬۰۰۰ نفر است که ۱٬۵۰۰ تای آن جایگاه ایستاده است.این ورزشگاه چندین بار جهت بازی های جام اینترتوتو ، جام یوفا و دیگر بازی های بین‌المللی مورد استفاده قرار گرفت.